# Eugenia Kuznetsova
Eugenia Petrovna Kuznetsova, em russo: Евгения Петровна Кузнецова, (São Petersburgo, 18 de dezembro de 1980) é uma ex-ginasta que competiu em provas de ginástica artística pela Rússia.
Kuznetsova foi a primeira medalhista russa em uma edição olímpica da ginástica artística feminina. Junto as companheiras Dina Kochetkova, Rozalia Galiyeva, Svetlana Khorkina, Elena Grosheva, Oksana Liapina e Elena Dolgopolova, foi superada pelas norte-americanas, lideradas por Shannon Miller, conquistando a prata coletiva nas Olimpíadas de Atlanta, em 1996. Oito anos mais tarde, em nova edição olímpica, a de Atenas, na Grécia, foi representante da Bulgária, pela qual disputou nas barras assimétricas e na trave, sem obter vaga nas finais.